# Enkhtaivany Chimeddolgor
Enkhtaivany Chimeddolgor, född 29 januari 1993, är en mongolisk basketspelare. 
Chimeddolgor deltog vid olympiska sommarspelen 2020 och var en del av Mongoliets lag som blev utslagna i gruppspelet i tremannabasket.